# Luksemburg na Zimowych Igrzyskach Olimpijskich 1992
Reprezentacja Luksemburga na Zimowych Igrzyskach Olimpijskich 1992 we francuskim Albertville liczyła jednego zawodnika. Był nim narciarz alpejski – Marc Girardelli, który zdobył dwa srebrne medale olimpijskie – w supergigancie i slalomie gigancie. Był to czwarty w historii start reprezentacji Luksemburga na zimowych igrzyskach olimpijskich.

## Wyniki

### Narciarstwo alpejskie

#### Zjazd
| Zawodnik        | Przejazd 1 | Przejazd 2 | Razem | Miejsce | Źródło |
| --------------- | ---------- | ---------- | ----- | ------- | ------ |
| Marc Girardelli | DNF        | -          | -     | -       | [ 1 ]  |

#### Supergigant
| Zawodnik        | Przejazd 1 | Przejazd 2 | Razem   | Miejsce | Źródło |
| --------------- | ---------- | ---------- | ------- | ------- | ------ |
| Marc Girardelli | -          | -          | 1:13,77 | 2.      | [ 2 ]  |

#### Slalom gigant
| Zawodnik        | Przejazd 1 | Przejazd 2 | Razem  | Miejsce | Źródło |
| --------------- | ---------- | ---------- | ------ | ------- | ------ |
| Marc Girardelli | 1:04,7     | 1:02,6     | 2:07,3 | 2.      | [ 3 ]  |

#### Slalom
| Zawodnik        | Przejazd 1 | Przejazd 2 | Razem | Miejsce | Źródło |
| --------------- | ---------- | ---------- | ----- | ------- | ------ |
| Marc Girardelli | DSQ        | -          | -     | -       | [ 4 ]  |